# Donald Kinsey
Pour les articles homonymes, voir Kinsey.
Donald Kinsey né le 12 mai 1953 à Gary dans l'Indiana et mort le 6 février 2024 à Merrillville dans le même État américain est un chanteur et guitariste américain de blues et de reggae. Il est plus connu pour avoir été membre de The Wailers, le backing band de Bob Marley. 
Kinsey est l'un des trois fils du guitariste de Chicago blues Big Daddy Kinsey. En 1984, il forme le Kinsey Report avec ses frères, Ralph et Kenneth Kinsey, et Ron Prince.  Donald Kinsey a aussi été musicien de studio et de tournée pour Albert King, Peter Tosh, Bob Marley and the Wailers et Roy Buchanan,.